# Сандберг, Тобиас
Тобиас Сандберг (швед. Tobias Sandberg; род. 16 марта 1998, Гётеборг)  — шведский гандболист, выступает за шведский клуб ГК Алингсос.

## Карьера

#### Клубная
Тобиас Сандберг выступал за шведский клуб Сэвехоф.Тобиас Сандберг в 2015 году заключил контракт с шведским клубом ГК Алингсос. В ноябре 2016 году, Тобиас Сандберг продлил контракт до лета 2019 года.

#### Сборная
Тобиас Сандберг выступает за юношескую сборную Швеции.